# Вольпи, Хорхе
Хо́рхе Луис Во́льпи Эскаланте (исп. Jorge Luis Volpi Escalante, 10 июля 1968, Мехико) — мексиканский писатель, один из лидеров поколения крэка, выступившего в середине 1990-х годов в оппозиции к литературе латиноамериканского пост-бума.

## Биография
Закончил Национальный автономный университет Мексики, получил там же степень магистра. Докторскую степень получил в университете Саламанки. Был советником по культуре посольства Мексики во Франции. Возглавляет мексиканский телевизионный Канал-22, посвящённый культуре, преподаёт в университетах Мексики и США.

## Произведения

### Романы
- A pesar del oscuro silencio (1993)
- La paz de los sepulcros (1995)
- El temperamento melancólico (1996)
- En busca de Klingsor (1999, переизд. 2008, первый том трилогии XX век; премия Библиотеки Бреве, премия Гринцане Кавур и др.)
- El fin de la locura (2003, второй том трилогии XX век)
- No será la tierra (2006, третий том трилогии XX век)

### Новеллы и повести
- Pieza en forma de sonata, para flauta, oboe, cello y arpa, Op. 1, Cuadernos de Malinalco (1991, переизд. 2003)
- Tres bosquejos del mal (1994)
- Sanar tu piel amarga (1997)
- El juego del Apocalipsis (2000)
- El jardín devastado (2008)
- Oscuro bosque oscuro (2009)

### Эссе
- La imaginación y el poder. Una historia intelectual de 1968 (1998)
- La guerra y las palabras. Una historia intelectual de 1994 (2004)
- Crack. Instrucciones de uso (2005, в соавторстве)
- México: Lo que todo ciudadano quisiera (no) saber de su patria (2006)
- Mentiras contagiosas: Ensayos (2008)
- El insomnio de Bolívar (2009)

## Публикации на русском языке
- В поисках Клингзора. М.: АСТ, 2006

## Признание
Один из ведущих латиноамериканских авторов своего поколения. Лауреат многочисленных национальных и зарубежных премий. Его книги переведены на несколько языков. В 2007, в рамках Международной книжной ярмарки в Боготе, имя Хорхе Вольпи было включено в список 39 наиболее значительных писателей континента в возрасте до 39 лет (см.: ). В 2009 он получил престижную премию Хосе Доносо за совокупность созданного. Кавалер французского Ордена искусств и словесности (2009).